# Milaine Cloutier
Milaine Cloutier (* 16. Februar 1972 in Granby) ist eine kanadische Badmintonspielerin.

## Karriere
Milaine Cloutier nahm 2000 in allen drei möglichen Disziplinen im Badminton an Olympia teil. Als beste Platzierung erreichte sie Platz neun im Damendoppel. 1997, 1999 und 2001 gewann sie insgesamt vier Titel bei Panamerikameisterschaften.

## Sportliche Erfolge
| Saison | Veranstaltung                   | Disziplin   | Platz | Name                                   |
| ------ | ------------------------------- | ----------- | ----- | -------------------------------------- |
| 1991   | Kanada: Juniorenmeisterschaften | Dameneinzel | 1     | Milaine Cloutier, QC                   |
| 1991   | Kanada: Juniorenmeisterschaften | Damendoppel | 1     | Milaine Cloutier / A. Neil, QC / BC    |
| 1994   | Kanada: Einzelmeisterschaften   | Damendoppel | 1     | Milaine Cloutier / Robbyn Hermitage    |
| 1996   | Kanada: Einzelmeisterschaften   | Damendoppel | 1     | Milaine Cloutier / Robbyn Hermitage    |
| 1997   | Panamerikameisterschaft         | Damendoppel | 1     | Milaine Cloutier / Robbyn M. Hermitage |
| 1998   | Kanada: Einzelmeisterschaften   | Damendoppel | 1     | Milaine Cloutier / Robbyn Hermitage    |
| 1998   | Mexico International            | Dameneinzel | 1     | Milaine Cloutier                       |
| 1998   | Mexico International            | Damendoppel | 1     | Milaine Cloutier / Robbyn Hermitage    |
| 1999   | Canadian Open                   | Damendoppel | 1     | Robbyn Hermitage / Milaine Cloutier    |
| 1999   | Panamerikameisterschaft         | Damendoppel | 1     | Milaine Cloutier / Robbyn M. Hermitage |
| 1999   | Peru International              | Damendoppel | 1     | Milaine Cloutier / Robbyn Hermitage    |
| 1999   | Kanada: Einzelmeisterschaften   | Dameneinzel | 1     | Milaine Cloutier                       |
| 1999   | Kanada: Einzelmeisterschaften   | Damendoppel | 1     | Milaine Cloutier / Robbyn Hermitage    |
| 1999   | Carebaco-Meisterschaft          | Damendoppel | 1     | Milaine Cloutier / Robbyn Hermitage    |
| 2000   | Olympia                         | Damendoppel | 9     | Milaine Cloutier / Robbyn Hermitage    |
| 2000   | Olympia                         | Mixed       | 17    | Bryan Moody / Milaine Cloutier         |
| 2000   | Olympia                         | Dameneinzel | 17    | Milaine Cloutier                       |
| 2000   | Kanada: Einzelmeisterschaften   | Damendoppel | 1     | Milaine Cloutier / Robbyn Hermitage    |
| 2001   | Kanada: Einzelmeisterschaften   | Mixed       | 1     | Bryan Moody / Milaine Cloutier         |
| 2001   | Panamerikameisterschaft         | Mixed       | 1     | Keith Chan / Milaine Cloutier          |
| 2001   | Panamerikameisterschaft         | Damendoppel | 1     | Milaine Cloutier / Helen Nichol        |
| 2002   | Kanada: Einzelmeisterschaften   | Damendoppel | 1     | Milaine Cloutier / Robbyn Hermitage    |
| 2003   | Kanada: Einzelmeisterschaften   | Damendoppel | 1     | Milaine Cloutier / Robbyn Hermitage    |
| 2004   | Kanada: Einzelmeisterschaften   | Damendoppel | 1     | Milaine Cloutier / Denyse Julien       |
| 2008   | Kanada: Einzelmeisterschaften   | Damendoppel | 1     | Milaine Cloutier / Valérie Loker       |
| 2009   | Panamerikameisterschaft         | Damendoppel | 1     | Valérie St. Jacques / Milaine Cloutier |
| 2009   | Kanada: Einzelmeisterschaften   | Damendoppel | 1     | Milaine Cloutier / Grace Gao           |
| 2010   | Kanada: Einzelmeisterschaften   | Mixed       | 1     | Jon Vandervet / Milaine Cloutier       |